# Workaholics
Workaholics war eine US-amerikanische Sitcom, die vom 6. April 2011 bis 15. März 2017 auf Comedy Central ausgestrahlt wurde. Es wurden sieben Staffeln mit zusammen 86 Folgen abgedreht. Blake Anderson, Adam DeVine und Anders Holm sind die drei Hauptdarsteller, gemeinsam mit Kyle Newacheck sind sie gleichzeitig auch die Autoren der Sendung. Die Serie spielt im kalifornischen Rancho Cucamonga im San Bernardino County.

## Handlung
Adam, Blake und Anders (auch „Ders“ genannt) leben zusammen. Sie haben sich auf dem College kennengelernt und es gemeinsam abgebrochen. Daher arbeiten sie alle als Telefonverkäufer, was ihnen schwerfällt, da die drei sich lieber berauschen und feiern.

## Produktion
Die erste Staffel von Workaholics umfasste 10 Episoden und wurde im März 2010 von Comedy Central bestellt. Im Mai 2011 wurde die zweite und im Oktober die dritte Staffel angekündigt, welche jeweils 20 Episoden enthielten. 2013 wurden zwei weitere Staffeln mit jeweils 13 Episoden bestellt. Im Juli 2015 wurde die Serie nochmals um zwei weitere Staffeln verlängert.

## Episoden

### Staffel 1
| Nr. (ges.) | Nr. (St.) | Deutscher Titel              | Originaltitel                | Erstausstrahlung (USA) | Deutschsprachige Erstausstrahlung (D) |
| ---------- | --------- | ---------------------------- | ---------------------------- | ---------------------- | ------------------------------------- |
| 1          | 1         | Piss & Shit                  | Piss & S**t                  | 6. Apr. 2011           | 3. Feb. 2013                          |
| 2          | 2         | We Be Ballin’                | We Be Ballin’                | 13. Apr. 2011          | 3. Feb. 2013                          |
| 3          | 3         | Office Campout               | Office Campout               | 20. Apr. 2011          | 10. Feb. 2013                         |
| 4          | 4         | The Promotion                | The Promotion                | 27. Apr. 2011          | 10. Feb. 2013                         |
| 5          | 5         | Checkpoint Gnarly            | Checkpoint Gnarly            | 4. Mai 2011            | 17. Feb. 2013                         |
| 6          | 6         | Der Streik                   | The Strike                   | 11. Mai 2011           | 17. Feb. 2013                         |
| 7          | 7         | Straight Up Juggahos         | Straight Up Juggahos         | 18. Mai 2011           | 24. Feb. 2013                         |
| 8          | 8         | To Friend A Predator         | To Friend A Predator         | 25. Mai 2011           | 24. Feb. 2013                         |
| 9          | 9         | Muskeln, die ich zeigen will | Muscle I’d Like to Flex      | 1. Juni 2011           | 3. März 2013                          |
| 10         | 10        | Mr. Benson will sterben      | In The Line Of Getting Fired | 8. Juni 2011           | 3. März 2013                          |

### Staffel 2
| Nr. (ges.) | Nr. (St.) | Deutscher Titel                | Originaltitel                 | Erstausstrahlung (USA) | Deutschsprachige Erstausstrahlung (D) |
| ---------- | --------- | ------------------------------ | ----------------------------- | ---------------------- | ------------------------------------- |
| 11         | 1         | Der kleine Drache Cee-Lo Green | Heist School                  | 20. Sep. 2011          | 10. März 2013                         |
| 12         | 2         | Eine Woche Nüchternheit        | Dry Guys                      | 27. Sep. 2011          | 10. März 2013                         |
| 13         | 3         | Der Kühlschrank-Kampf          | Temp-Tress                    | 4. Okt. 2011           | 17. März 2013                         |
| 14         | 4         | Model Kombat                   | Model Kombat                  | 11. Okt. 2011          | 17. März 2013                         |
| 15         | 5         | Alles Gute, Alter!             | Old Man Ders                  | 18. Okt. 2011          | 24. März 2013                         |
| 16         | 6         | Halt! Pyjama-Zeit!             | Stop! Pajama Time             | 25. Okt. 2011          | 24. März 2013                         |
| 17         | 7         | Teenage Mutant Ninja WG        | Teenage Mutant Ninja Rommates | 1. Nov. 2011           | 31. März 2013                         |
| 18         | 8         | Karls Hochzeit                 | Karl’s Wedding                | 8. Nov. 2011           | 31. März 2013                         |
| 19         | 9         | Männertrip                     | Man Up                        | 15. Nov. 2011          | 7. Apr. 2013                          |
| 20         | 10        | Kein Pass, kein Spaß           | 6 Hours Till Hedonism II      | 22. Nov. 2011          | 7. Apr. 2013                          |

### Staffel 3
| Nr. (ges.) | Nr. (St.) | Deutscher Titel                  | Originaltitel              | Erstausstrahlung (USA) | Deutschsprachige Erstausstrahlung (D) |
| ---------- | --------- | -------------------------------- | -------------------------- | ---------------------- | ------------------------------------- |
| 21         | 1         | Die Geschäftsreise               | The Business Trip          | 29. Mai 2012           | 6. Juli 2014                          |
| 22         | 2         | Wahre Freundschaft               | True Dromance              | 5. Juni 2012           | 6. Juli 2014                          |
| 23         | 3         | Der fette Cousin                 | Fat Cuz                    | 12. Juni 2012          | 13. Juli 2014                         |
| 24         | 4         | Chupacabraj                      | To Kill A Chupacabraj      | 19. Juni 2012          | 20. Juli 2014                         |
| 25         | 5         | Trauerfeier im Büro              | Good Mourning              | 26. Juni 2012          | 27. Juli 2014                         |
| 26         | 6         | Beef Jerky- einfach selbermachen | The Meat Jerking Beef Boys | 3. Juli 2012           | 3. Aug. 2014                          |
| 27         | 7         | Wrestler des Herrn               | The Lord’s Force           | 17. Juli 2012          | 17. Aug. 2014                         |
| 28         | 8         | Telefon-Terror                   | Real Time                  | 17. Juli 2012          | 17. Aug. 2014                         |
| 29         | 9         | Handarbeit für Ders              | Ders Comes In Handy        | 24. Juli 2012          | 24. Aug. 2014                         |
| 30         | 10        | Flashback- wunderbare Jahre      | Flashback In The Day       | 31. Juli 2012          | 31. Aug. 2014                         |
| 31         | 11        | Der Popel-Roast                  | Booger Nights              | 16. Jan. 2013          | 7. Sep. 2014                          |
| 32         | 12        | Die TelAmerican Horror Story     | A TelAmerican Horror Story | 23. Jan. 2013          | 14. Sep. 2014                         |
| 33         | 13        | Alice kündigt                    | Alice Quits                | 30. Jan. 2013          | 21. Sep. 2014                         |
| 34         | 14        | Wettsucht                        | Fourth and Inches          | 6. Feb. 2013           | 28. Sep. 2014                         |
| 35         | 15        | Webcam Girl                      | Webcam Girl                | 13. Feb. 2013          | 5. Okt. 2014                          |
| 36         | 16        | Kunst-Schnee                     | High Art                   | 20. Feb. 2013          | 12. Okt. 2014                         |
| 37         | 17        | In der Wildnis                   | The Worst Generation       | 27. Feb. 2013          | 26. Okt. 2014                         |
| 38         | 18        | Demamp Camp                      | Hungry Like the Wolf Dog   | 6. März 2013           | 19. Okt. 2014                         |
| 39         | 19        | In Line                          | In Line                    | 13. März 2013          | 2. Nov. 2014                          |
| 40         | 20        | The Future is Gnar               | The Future is Gnar         | 20. März 2013          | 2. Nov. 2014                          |

### Staffel 4
| Nr. (ges.) | Nr. (St.) | Deutscher Titel                                       | Originaltitel                                         | Erstausstrahlung (USA) | Deutschsprachige Erstausstrahlung (D) |
| ---------- | --------- | ----------------------------------------------------- | ----------------------------------------------------- | ---------------------- | ------------------------------------- |
| 41         | 1         | Orgasmusgeburt                                        | Orgazmo Birth                                         | 22. Jan. 2014          | 22. Feb. 2015                         |
| 42         | 2         | Frittierte Freunde                                    | Fry Guys                                              | 29. Jan. 2014          | 22. Feb. 2015                         |
| 43         | 3         | Die Snack - Diebe                                     | Snackers                                              | 5. Feb. 2014           | 1. März 2015                          |
| 44         | 4         | Miss Bullshit                                         | Miss BS                                               | 12. Feb. 2014          | 1. März 2015                          |
| 45         | 5         | Drei Männer & ein Baby - Schwanz                      | Three And A Half Man                                  | 19. Feb. 2014          | 8. März 2015                          |
| 46         | 6         | Der Broziopath                                        | Brociopath                                            | 26. Feb. 2014          | 8. März 2015                          |
| 47         | 7         | Krieg der Geburtstags - Clowns                        | We Be Clownin' ?                                      | 5. März 2014           | 15. März 2015                         |
| 48         | 8         | Der große Bier - Raub                                 | Beer Heist                                            | 12. März 2014          | 15. März 2015                         |
| 49         | 9         | Beste Freunde                                         | Best Buds                                             | 19. März 2014          | 22. März 2015                         |
| 50         | 10        | Time Chair                                            | Time Chair                                            | 26. März 2014          | 22. März 2015                         |
| 51         | 11        | The One Where The Guys Play Basketball And Do The ... | The One Where The Guys Play Basketball And Do The ... | 2. Apr. 2014           | 22. Feb. 2015                         |
| 52         | 12        | Deputy Dong                                           | Deputy Dong                                           | 9. Apr. 2014           | 22. Feb. 2015                         |
| 53         | 13        | Friendship Anniversary                                | Friendship Anniversary                                | 16. Apr. 2014          | 1. März 2015                          |

### Staffel 5
| Nr. (ges.) | Nr. (St.) | Deutscher Titel               | Originaltitel         | Erstausstrahlung (USA) | Deutschsprachige Erstausstrahlung (D) |
| ---------- | --------- | ----------------------------- | --------------------- | ---------------------- | ------------------------------------- |
| 54         | 1         | Die (Blow-)Jobmesse           | Dorm Daze             | 14. Jan. 2015          | 8. Nov. 2015                          |
| 55         | 2         | Wrestling im Garten           | Front Yard Wrestling  | 21. Jan. 2015          | 8. Nov. 2015                          |
| 56         | 3         | Der Badehosen-Ständer         | Speedo Racer          | 28. Jan. 2015          | 15. Nov. 2015                         |
| 57         | 4         | Die Band-Krise                | Menergy Crisis        | 4. Feb. 2015           | 15. Nov. 2015                         |
| 58         | 5         | Die Homo-Party                | Gayborhood            | 11. Feb. 2015          | 22. Nov. 2015                         |
| 59         | 6         | Der Schwänz-Tag               | Ditch Day             | 18. Feb. 2015          | 22. Nov. 2015                         |
| 60         | 7         | Opa DeMamp ist tot            | Gramps DeMamp is Dead | 25. Feb. 2015          | 29. Nov. 2015                         |
| 61         | 8         | Die Blutspendenaktion         | Blood Drive           | 4. März 2015           | 29. Nov. 2015                         |
| 62         | 9         | Adams Junggesellenabschied    | Wedding Thrashers     | 11. März 2015          | 6. Dez. 2015                          |
| 63         | 10        | Das Filmquiz                  | Trivia Pursuits       | 18. März 2015          | 6. Dez. 2015                          |
| 64         | 11        | Adams fette Krise             | The Slump             | 25. März 2015          | 13. Dez. 2015                         |
| 65         | 12        | Die Geister, die ich rief ... | Peyote It Forward     | 1. Apr. 2015           | 13. Dez. 2015                         |
| 66         | 13        | Die guten alten Zeiten        | Tac in the Day        | 8. Apr. 2015           | 20. Dez. 2015                         |

### Staffel 6
| Nr. (ges.) | Nr. (St.) | Deutscher Titel                   | Originaltitel               | Erstausstrahlung (USA) | Deutschsprachige Erstausstrahlung (D) |
| ---------- | --------- | --------------------------------- | --------------------------- | ---------------------- | ------------------------------------- |
| 67         | 1         | Wolves of Rancho                  | Wolves of Rancho            | 14. Jan. 2016          | 14. Nov. 2016                         |
| 68         | 2         | Der Meth-Junkie                   | Meth Head Actor             | 21. Jan. 2016          | 15. Nov. 2016                         |
| 69         | 3         | Rettet die Katze                  | Save the Cat                | 28. Jan. 2016          | 16. Nov. 2016                         |
| 70         | 4         | Tod eines Verkäufers              | Death of a Salesdude        | 4. Feb. 2016           | 17. Nov. 2016                         |
| 71         | 5         | Die Party                         | Gone Catfishing             | 11. Feb. 2016          | 18. Nov. 2016                         |
| 72         | 6         | Internet-Stars                    | Going Viral                 | 18. Feb. 2016          | 21. Nov. 2016                         |
| 73         | 7         | Der Museumsbesuch                 | Night at the Dudeseum       | 25. Feb. 2016          | 22. Nov. 2016                         |
| 74         | 8         | Die fabelhaften Murphy-Schwestern | The Fabulous Murphy Sisters | 3. März 2016           | 23. Nov. 2016                         |
| 75         | 9         | Setz immer auf Blake              | Always Bet on Blake         | 10. März 2016          | 24. Nov. 2016                         |
| 76         | 10        | Der Pornofilm                     | The Nuttin’ Professor       | 17. März 2016          | 25. Nov. 2016                         |

### Staffel 7
Am 9. Juli 2015 gab Comedy Central bekannt, die Serie um eine siebte Staffel zu verlängern. Die Ausstrahlung der 10 Episoden begann am 11. Januar 2017 – 15. März 2017. Mit dieser Staffel wurde die Serie beendet.
| Nr. (ges.) | Nr. (St.) | Deutscher Titel                         | Originaltitel                      | Erstausstrahlung (USA) | Deutschsprachige Erstausstrahlung (D) |
| ---------- | --------- | --------------------------------------- | ---------------------------------- | ---------------------- | ------------------------------------- |
| 77         | 1         | Azubi-Tag                               | Trainees' Day                      | 11. Jan. 2017          | 17. Jan. 2018                         |
| 78         | 2         | Gras fürs Volk                          | Weed the People                    | 18. Jan. 2017          | 24. Jan. 2018                         |
| 79         | 3         | Monstalibooyah                          | Monstalibooyah                     | 25. Jan. 2017          | 31. Jan. 2018                         |
| 80         | 4         | Bills & Tez' sexzellentes Sex-Abenteuer | Bill & Tez's Sexcellent Sexventure | 1. Feb. 2017           | 7. Feb. 2018                          |
| 81         | 5         | Kopie-Chella                            | Faux Chella                        | 8. Feb. 2017           | 14. Feb. 2018                         |
| 82         | 6         | Das absolut ungefährliche Spiel         | The Most Dangerless Game           | 15. Feb. 2017          | 21. Feb. 2018                         |
| 83         | 7         | Tactona 420                             | Tactona 420                        | 22. Feb. 2017          | 28. Feb. 2018                         |
| 84         | 8         | Termidate                               | Termidate                          | 1. März 2017           | 7. März 2018                          |
| 85         | 9         | Bianca Toro                             | Bianca Toro                        | 8. März 2017           | 14. März 2018                         |
| 86         | 10        | Partygötter                             | Party Gawds                        | 15. März 2017          | 21. März 2018                         |